# Taranto Football Club 1927 2022-2023
Questa pagina raccoglie i dati riguardanti il Taranto Football Club 1927 nelle competizioni ufficiali della stagione 2022-2023.

## Stagione
Il Taranto, in questa stagione, partecipa al campionato di Serie C, il terzo livello nazionale, dopo la salvezza ottenuta nella stagione precedente. Alla conclusione della precedente stagione è avvenuta la separazione ufficiale con il DS Francesco Montervino (già esonerato prima dell'ultima gara di campionato) e l'allenatore Giuseppe Laterza, che preferisce rescindere il contratto per seguire nuove strade. In seguito, vengono ufficializzati Nicola Dionisio come Direttore Sportivo e Nello Di Costanzo come allenatore. Il Taranto parte male in campionato, perdendo le prime due contro Monopoli in trasferta (4-1) ed il Catanzaro in casa (0-3). Le due pesanti sconfitte costano il posto a Di Costanzo e Dionisio, che vengono sostituiti rispettivamente da Ezio Capuano nel ruolo di allenatore e Luca Evangelisti in quello di direttore sportivo. Al termine del torneo il Taranto ottiene 46 punti, con l'undicesimo posto finale. Con gli stessi punti dei tarantini la Juve Stabia, in vantaggio negli scontri diretti, disputa i Play-off. a ottobre nella Coppa Italia di Serie C rossoblù subito fuori dal torneo, sconfitti (1-2) dal Monopoli.

## Organigramma societario
Area direttiva
- Presidente: Massimo Giove
- Vice-presidente: Enzo Sapia
- Amministratore Delegato: Alfonso Salvatore
- Procuratore Speciale: Vittorio Galigani
- Segretario Generale: Mariagrazia Sigrisi
- Addetto Stampa: Carlo Termite
- Responsabile Marketing: Francesco Caforio

Area tecnica
- Direttore Sportivo: Nicola Dionisio (fino al 12 settembre 2022), poi Luca Evangelisti
- Allenatore: Nello Di Costanzo (fino al 12 settembre 2022), poi Ezio Capuano
- Allenatore in seconda: Francesco Di Nardo (fino al 12 settembre 2022), poi Alberigo Volini
- Preparatore atletico: Filippo Argano (fino al 12 settembre 2022), poi Giuseppe Ciciriello
- Preparatore dei portieri: Vincenzo Marinacci
- Team Manager: Giuseppe Giove

Area Sanitaria
- Responsabile sanitario: Dott.Giuseppe Volpe
- Massaggiatore: Cosimo Alfieri
- Massaggiatore: Livio Giuseppe Cartneì

## Rosa
| N. |                           | Ruolo | Calciatore                    |
| -- | ------------------------- | ----- | ----------------------------- |
| 1  | Italia (bandiera)         | P     | Andrea Loliva                 |
| 3  | Italia (bandiera)         | D     | Antonio Ferrara (capitano)    |
| 4  | Brasile (bandiera)        | D     | Matias Antonini Lui           |
| 5  | Italia (bandiera)         | C     | Alessandro Provenzano         |
| 6  | Italia (bandiera)         | D     | Marco Manetta (vice capitano) |
| 7  | Italia (bandiera)         | A     | Stefano D'Egidio              |
| 7  | Italia (bandiera)         | A     | Mauro Semprini                |
| 8  | Costa d'Avorio (bandiera) | C     | Aboubakar Diaby               |
| 9  | Italia (bandiera)         | A     | Saveriano Infantino           |
| 9  | Italia (bandiera)         | A     | Manuel Nocciolini             |
| 10 | Italia (bandiera)         | C     | Valerio Labriola              |
| 11 | Italia (bandiera)         | A     | Michele Guida                 |
| 11 | Italia (bandiera)         | C     | Luca Crecco                   |
| 12 | Italia (bandiera)         | P     | Antonio Russo                 |
| 14 | Italia (bandiera)         | C     | Clemente Crisci               |
| 14 | Italia (bandiera)         | C     | Alfredo Bifulco               |
| 17 | Italia (bandiera)         | D     | Antonio Granata               |
| 17 | Italia (bandiera)         | C     | Francesco Citarella           |
| 18 | Italia (bandiera)         | D     | Vincent De Maria              |
| 19 | Italia (bandiera)         | A     | Matteo Panattoni              |
| 19 | Italia (bandiera)         | D     | Giacomo Sciacca               |
| 20 | Italia (bandiera)         | C     | Giovanni Maiorino             |
| 21 | Italia (bandiera)         | C     | Leonardo Mazza                |

| N. |                       | Ruolo | Calciatore                |
| -- | --------------------- | ----- | ------------------------- |
| 22 | Italia (bandiera)     | P     | Alessio Martorel          |
| 23 | Montenegro (bandiera) | A     | Filip Raicevic            |
| 24 | Italia (bandiera)     | D     | Nicolò Evangelisti        |
| 25 | Francia (bandiera)    | A     | Kevin Sakoa               |
| 26 | Italia (bandiera)     | P     | Gianmarco Vannucchi       |
| 27 | Italia (bandiera)     | D     | Giovanni Formiconi        |
| 29 | Italia (bandiera)     | A     | Simone Rossetti           |
| 32 | Argentina (bandiera)  | C     | Gaston Chapi Romano       |
| 33 | Italia (bandiera)     | D     | Edoardo Vona              |
| 38 | Italia (bandiera)     | C     | Giacomo Finocchi          |
| 50 | Italia (bandiera)     | D     | Nicolò Canalicchio        |
| 54 | Italia (bandiera)     | C     | Nunzio Brandi             |
| 63 | Italia (bandiera)     | P     | Giorgio Caputo            |
| 72 | Italia (bandiera)     | C     | Gianluca Mastromonaco     |
| 77 | Italia (bandiera)     | D     | Antonio Boccadamo         |
| 78 | Italia (bandiera)     | C     | Daniele Camorani          |
| 81 | Italia (bandiera)     | A     | Christian Tommasini       |
| 96 | Italia (bandiera)     | C     | Antonio Romano            |
| 99 | Italia (bandiera)     | A     | Giuseppe La Monica        |
|    | Italia (bandiera)     | A     | Mario Pacilli             |
|    | Italia (bandiera)     | D     | Francesco Siragusa        |
|    | Venezuela (bandiera)  | C     | Tommaso Alejandro Fontana |

## Calciomercato

### Sessione estiva(dall'1/7 all'1/9)
| Acquisti | Acquisti              | Acquisti           | Acquisti   |
| R.       | Nome                  | da                 | Modalità   |
| -------- | --------------------- | ------------------ | ---------- |
| P        | Alessio Martorel      | Bisceglie          | definitivo |
| C        | Stefano D'Egidio      | Castelnuovo Vomano | definitivo |
| P        | Giorgio Caputo        | Virtus Matino      | definitivo |
| C        | Valerio Labriola      | Napoli             | prestito   |
| A        | Giuseppe La Monica    | Real Aversa        | definitivo |
| A        | Michele Guida         | Vastogirardi       | definitivo |
| D        | Nunzio Brandi         | Verona             | prestito   |
| D        | Niccolò Evangelisti   | Empoli             | prestito   |
| C        | Clemente Crisci       | Salernitana        | definitivo |
| C        | Alessandro Provenzano | Catania            | definitivo |
| D        | Matias Antonini       | Ravenna            | definitivo |
| P        | Antonio Russo         | Salernitana        | definitivo |
| A        | Matteo Panattoni      | Pisa               | prestito   |
| D        | Marco Manetta         | Vis Pesaro         | definitivo |
| C        | Leonardo Mazza        | Ternana            | prestito   |
| A        | Saveriano Infantino   | Carrarese          | definitivo |
| D        | Edoardo Vona          | Imolese            | definitivo |
| C        | Antonio Romano        | Imolese            | definitivo |
| A        | Christian Tommasini   | Pisa               | prestito   |
| C        | Daniele Camorani      | Matese             | definitivo |
| A        | Kevin Sakoa           | Amiens             | definitivo |

| Cessioni | Cessioni              | Cessioni         | Cessioni              |
| R.       | Nome                  | a                | Modalità              |
| -------- | --------------------- | ---------------- | --------------------- |
| P        | Niccolò Chiorra       | Empoli           | fine prestito         |
| D        | Davide Riccardi       | Triestina        | fine prestito         |
| C        | Manuel Cannavaro      | Sassuolo         | fine prestito         |
| C        | Kalifa Manneh         | Perugia          | fine prestito         |
| D        | Walter Zullo          |                  | svincolato            |
| A        | Vincenzo Barone       |                  | svincolato            |
| D        | Nicola Turi           |                  | svincolato            |
| P        | Vittorio Antonino     |                  | svincolato            |
| D        | Leandro Versienti     |                  | svincolato            |
| A        | Antonio Guastamacchia |                  | svincolato            |
| C        | Davide Di Gennaro     |                  | svincolato            |
| A        | Luigi Falcone         |                  | rescissione contratto |
| C        | Massimiliano Marsili  |                  | rescissione contratto |
| C        | Marco Civilleri       |                  | rescissione contratto |
| A        | Antonio Santarpia     | Monterosi Tuscia | definitivo            |
| D        | Francesco Benassai    | Lucchese         | definitivo            |
| A        | Giuseppe Giovinco     |                  | rescissione contratto |
| A        | Andrea Saraniti       |                  | rescissione contratto |
| C        | Matteo Tomassini      |                  | rescissione contratto |

### Operazioni tra le due sessioni
| Acquisti | Acquisti             | Acquisti   | Acquisti   |
| R.       | Nome                 | da         | Modalità   |
| -------- | -------------------- | ---------- | ---------- |
| P        | Gianmarco Vannucchi  | svincolato | definitivo |
| C        | Gaston Manuel Romano | svincolato | definitivo |
| A        | Filip Raičević       | svincolato | definitivo |
| D        | Giovanni Formiconi   | svincolato | definitivo |

| Cessioni | Cessioni         | Cessioni | Cessioni              |
| R.       | Nome             | a        | Modalità              |
| -------- | ---------------- | -------- | --------------------- |
| C        | Clemente Crisci  |          | rescissione contratto |
| A        | Mario Pacilli    |          | rescissione contratto |
| C        | Stefano D'Egidio |          | rescissione contratto |
| P        | Antonio Russo    |          | rescissione contratto |
| D        | Vincent De Maria |          | rescissione contratto |
| D        | Antonio Granata  |          | rescissione contratto |

### Sessione invernale(dal 02/01 al 31/01)
| Acquisti | Acquisti                  | Acquisti    | Acquisti   |
| R.       | Nome                      | da          | Modalità   |
| -------- | ------------------------- | ----------- | ---------- |
| A        | Simone Rossetti           | Renate      | definitivo |
| C        | Alfredo Bifulco           | Padova      | definitivo |
| A        | Mauro Semprini            | Lucchese    | definitivo |
| D        | Nicolò Pietrangeli        | Sammaurese  | definitivo |
| D        | Francesco Siragusa        | svincolato  | definitivo |
| C        | Luca Crecco               | Pescara     | definitivo |
| D        | Giacomo Sciacca           | Foggia      | definitivo |
| C        | Francesco Citarella       | Gelbison    | definitivo |
| D        | Antonio Boccadamo         | Montevarchi | definitivo |
| A        | Manuel Nocciolini         | Giugliano   | prestito   |
| C        | Giacomo Finocchi          | Olbia       | definitivo |
| C        | Tommaso Alejandro Fontana | svincolato  | definitivo |

| Cessioni | Cessioni            | Cessioni   | Cessioni              |
| R.       | Nome                | a          | Modalità              |
| -------- | ------------------- | ---------- | --------------------- |
| C        | Daniele Camorani    | Matese     | prestito              |
| C        | Giovanni Maiorino   | Termoli    | prestito              |
| A        | Matteo Panattoni    | Pisa       | fine prestito         |
| A        | Saveriano Infantino | Gelbison   | prestito              |
| A        | Michele Guida       | Turris     | prestito              |
| D        | Edoardo Vona        | Recanatese | definitivo            |
| A        | Kevin Sakoa         | Bagnolese  | prestito              |
| C        | Gaston Chapi Romano |            | rescissione contratto |
| A        | Giuseppe La Monica  | Giugliano  | prestito              |

## Risultati

### Serie C

#### Girone di andata
| Arbitro: | Di Graci (Como) |

|                                                    |           |                  |
| Starita 33’, 90+2’ Simeri 73’ (rig.) Fornasier 76’ | Marcatori | 21’ (rig.) Guida |

| Arbitro: | Maggio (Lodi) |

|  |           |                            |
|  | Marcatori | 11’ Sounas 17’, 43’ Biasci |

| Arbitro: | Petrella (Viterbo) |

|                             |           |           |
| Frascatore 37’ S. Longo 80’ | Marcatori | 11’ Guida |

| Arbitro: | Giordano (Novara) |

|                |           |                |
| Guida 61’, 80’ | Marcatori | 58’ Candellori |

| Arbitro: | Perri (Roma) |

|                                        |           |  |
| Cargnelutti 14’ Faella 60’ Fornito 65’ | Marcatori |  |

| Arbitro: | Tremolada (Monza) |

|                      |           |  |
| Infantino 38’ (rig.) | Marcatori |  |

| Arbitro: | Taricone (Perugia) |

|               |           |  |
| Sannipoli 49’ | Marcatori |  |

| Arbitro: | Delrio (Reggio Emilia) |

|                                    |           |  |
| A. Romano 80’ (rig.) La Monica 87’ | Marcatori |  |

| Cerignola 18 ottobre 2022, ore 21:00 CEST 9ª giornata | Audace Cerignola   | 0 – 0 referto | Taranto | Stadio Domenico Monterisi (1 435 spett.)\| Arbitro: \| Monaldi (Macerata) \| |
| Arbitro:                                              | Monaldi (Macerata) |               |         |                                                                              |

| Arbitro: | Caldera (Como) |

|                           |           |  |
| Antonini 3’ A. Romano 51’ | Marcatori |  |

| Arbitro: | Angelucci (Foligno) |

|  |           |                |
|  | Marcatori | 90+1’ N. Rizzo |

| Arbitro: | Carrione (Castellammare di Stabia) |

|                               |           |              |
| Reginaldo 17’ E. Esposito 59’ | Marcatori | 38’ Labriola |

| Arbitro: | Virgilio (Trapani) |

|                        |           |             |
| Antonini 15’ Diaby 77’ | Marcatori | 68’ Andreis |

| Arbitro: | Fiero (Pistoia) |

|                                          |           |  |
| Solcia 53’ Patierno 87’ (rig.) Enyan 89’ | Marcatori |  |

| Arbitro: | Sfira (Pordenone) |

|                                                         |           |  |
| Trotta 32’ (rig.), 69’ (rig.) Casarini 80’ Murano 90+3’ | Marcatori |  |

| Arbitro: | Nicolini (Brescia) |

|                             |           |                       |
| Antonini 5’ Tommasini 45+3’ | Marcatori | 22’ Chiricò 54’ Mogos |

| Arbitro: | Kumara (Verona) |

|  |           |                             |
|  | Marcatori | 34’ Manetta 45+1’ Tommasini |

| Arbitro: | Mucera (Palermo) |

|               |           |  |
| Tommasini 64’ | Marcatori |  |

| Arbitro: | Lovison (Padova) |

|               |           |                                   |
| Versienti 86’ | Marcatori | 9’ Tommasini 33’ (rig.) A. Romano |

#### Girone di ritorno
| Taranto 23 dicembre 2022, ore 20:30 CET 20ª giornata | Taranto            | 0 – 0 referto | Monopoli | Stadio Erasmo Iacovone (2 402 spett.)\| Arbitro: \| Scatena (Avezzano) \| |
| Arbitro:                                             | Scatena (Avezzano) |               |          |                                                                           |

| Arbitro: | Giaccaglia (Jesi) |

|                    |           |  |
| Iemmello 5’ (rig.) | Marcatori |  |

| Taranto 15 gennaio 2023, ore 17:30 CET 22ª giornata | Taranto          | 0 – 0 referto | Turris | Stadio Erasmo Iacovone (1 450 spett.)\| Arbitro: \| Galipò (Firenze) \| |
| Arbitro:                                            | Galipò (Firenze) |               |        |                                                                         |

| Andria 22 gennaio 2023, ore 17:30 CET 23ª giornata | Fidelis Andria     | 0 – 0 referto | Taranto | Stadio Degli Ulivi (2 316 spett.)\| Arbitro: \| Bonacina (Bergamo) \| |
| Arbitro:                                           | Bonacina (Bergamo) |               |         |                                                                       |

| Taranto 29 gennaio 2023, ore 17:30 CET 24ª giornata | Taranto           | 0 – 0 referto | Gelbison | Stadio Erasmo Iacovone (1 000 spett.)\| Arbitro: \| Cavaliere (Paola) \| |
| Arbitro:                                            | Cavaliere (Paola) |               |          |                                                                          |

| Arbitro: | Emmanuele (Pisa) |

|                                  |           |  |
| Peralta 39’ (rig.) Garattoni 45’ | Marcatori |  |

| Arbitro: | Crezzini (Siena) |

|               |           |  |
| Boccadamo 87’ | Marcatori |  |

| Castellammare di Stabia 12 febbraio 2022, ore 14:30 CET 27ª giornata | Juve Stabia      | 0 – 0 referto | Taranto | Stadio Romeo Menti (1 800 spett.)\| Arbitro: \| Collu (Cagliari) \| |
| Arbitro:                                                             | Collu (Cagliari) |               |         |                                                                     |

| Taranto 19 febbraio 2023, ore 14:30 CET 28ª giornata | Taranto                       | 0 – 0 referto | Audace Cerignola | Stadio Erasmo Iacovone (600 spett.)\| Arbitro: \| Pascarella (Nocera Inferiore) \| |
| Arbitro:                                             | Pascarella (Nocera Inferiore) |               |                  |                                                                                    |

| Arbitro: | Virgilio (Trapani) |

|              |           |  |
| Caturano 58’ | Marcatori |  |

| Avellino 4 marzo 2023, ore 14:30 CET 30ª giornata | Giugliano      | 0 – 0 referto | Taranto | Stadio Partenio-Adriano Lombardi (180 spett.)\| Arbitro: \| Caldera (Como) \| |
| Arbitro:                                          | Caldera (Como) |               |         |                                                                               |

| Arbitro: | Calzavara (Varese) |

|  |           |           |
|  | Marcatori | 28’ Kouda |

| Viterbo 15 marzo 2023, ore 14:30 CET 32ª giornata | Viterbese         | 0 – 0 referto | Taranto | Stadio Enrico Rocchi (1 046 spett.)\| Arbitro: \| Turrini (Firenze) \| |
| Arbitro:                                          | Turrini (Firenze) |               |         |                                                                        |

| Arbitro: | Perri (Roma) |

|               |           |  |
| Tommasini 88’ | Marcatori |  |

| Arbitro: | Cherchi (Carbonia) |

|                    |           |                         |
| Tommasini 18’, 60’ | Marcatori | 40’ D'Angelo 78’ Matera |

| Arbitro: | Pezzopane (L'Aquila) |

|             |           |  |
| Crialese 6’ | Marcatori |  |

| Arbitro: | Arena (Torre del Greco) |

|                               |           |  |
| Tommasini 3’ Bifulco 11’, 54’ | Marcatori |  |

| Viterbo 16 aprile 2023, ore 17:30 CEST 37ª giornata | Monterosi Tuscia   | 0 – 0 referto | Taranto | Stadio Enrico Rocchi (350 spett.)\| Arbitro: \| Nicolini (Brescia) \| |
| Arbitro:                                            | Nicolini (Brescia) |               |         |                                                                       |

| Taranto 23 aprile 2023, ore 17:30 CEST 38ª giornata | Taranto            | 0 – 0 referto | Messina | Stadio Erasmo Iacovone (4 170 spett.)\| Arbitro: \| De Angeli (Milano) \| |
| Arbitro:                                            | De Angeli (Milano) |               |         |                                                                           |

### Coppa Italia di Serie C

#### Turni eliminatori
| Arbitro: | Vingo (Pisa) |

|                    |           |                       |
| Guida 90+1’ (rig.) | Marcatori | 27’ Manzari 89’ Corti |

## Statistiche

### Statistiche di squadra
| Competizione         | Punti | In casa | In casa | In casa | In casa | In casa | In casa | In trasferta | In trasferta | In trasferta | In trasferta | In trasferta | In trasferta | Totale | Totale | Totale | Totale | Totale | Totale | DR  |
| Competizione         | Punti | G       | V       | N       | P       | Gf      | Gs      | G            | V            | N            | P            | Gf           | Gs           | G      | V      | N      | P      | Gf     | Gs     | DR  |
| -------------------- | ----- | ------- | ------- | ------- | ------- | ------- | ------- | ------------ | ------------ | ------------ | ------------ | ------------ | ------------ | ------ | ------ | ------ | ------ | ------ | ------ | --- |
| Serie C              | 46    | 19      | 9       | 7       | 3       | 19      | 11      | 19           | 2            | 6            | 11           | 7            | 25           | 38     | 11     | 13     | 14     | 26     | 36     | -10 |
| Coppa Italia Serie C | -     | 1       | 0       | 0       | 1       | 1       | 2       | -            | -            | -            | -            | -            | -            | 1      | 0      | 0      | 0      | 1      | 2      | -1  |
| Totale               | 45    | 20      | 9       | 7       | 4       | 20      | 13      | 19           | 2            | 6            | 11           | 7            | 25           | 39     | 11     | 13     | 14     | 27     | 38     | -11 |

### Andamento in campionato
| Giornata  | 1  | 2  | 3  | 4  | 5  | 6  | 7  | 8  | 9  | 10 | 11 | 12 | 13 | 14 | 15 | 16 | 17 | 18 | 19 | 20 | 21 | 22 | 23 | 24 | 25 | 26 | 27 | 28 | 29 | 30 | 31 | 32 | 33 | 34 | 35 | 36 | 37 | 38 |
| --------- | -- | -- | -- | -- | -- | -- | -- | -- | -- | -- | -- | -- | -- | -- | -- | -- | -- | -- | -- | -- | -- | -- | -- | -- | -- | -- | -- | -- | -- | -- | -- | -- | -- | -- | -- | -- | -- | -- |
| Luogo     | T  | C  | T  | C  | T  | C  | T  | C  | T  | C  | C  | T  | C  | T  | T  | C  | T  | C  | T  | C  | T  | C  | T  | C  | T  | C  | T  | C  | T  | T  | C  | T  | C  | C  | T  | C  | T  | C  |
| Risultato | P  | P  | P  | V  | P  | V  | P  | V  | N  | V  | P  | P  | V  | P  | P  | N  | V  | V  | V  | N  | P  | N  | N  | N  | P  | V  | N  | N  | P  | N  | P  | N  | V  | N  | P  | V  | N  | N  |
| Posizione | 18 | 20 | 20 | 16 | 19 | 14 | 14 | 13 | 13 | 10 | 13 | 14 | 12 | 13 | 15 | 17 | 14 | 11 | 7  | 10 | 11 | 13 | 12 | 13 | 13 | 13 | 13 | 13 | 14 | 14 | 14 | 14 | 13 | 13 | 14 | 12 | 10 | 11 |

Legenda:

Luogo: C = Casa; T = Trasferta. Risultato: V = Vittoria; N = Pareggio; P = Sconfitta.

### Statistiche dei giocatori
Sono in corsivo i calciatori che hanno lasciato la società a stagione in corso.
| Giocatore       | Serie C  | Serie C | Serie C     | Serie C    | Coppa Italia Serie C | Coppa Italia Serie C | Coppa Italia Serie C | Coppa Italia Serie C | Totale   | Totale | Totale      | Totale     |
| Giocatore       | Presenze | Reti    | Ammonizioni | Espulsioni | Presenze             | Reti                 | Ammonizioni          | Espulsioni           | Presenze | Reti   | Ammonizioni | Espulsioni |
| --------------- | -------- | ------- | ----------- | ---------- | -------------------- | -------------------- | -------------------- | -------------------- | -------- | ------ | ----------- | ---------- |
| M. Antonini     | 35       | 3       | 9           | 0          | 1                    | 0                    | 0                    | 0                    | 36       | 3      | 9           | 0          |
| A. Bifulco      | 14       | 2       | 1           | 0          | 0                    | 0                    | 0                    | 0                    | 14       | 2      | 1           | 0          |
| A. Boccadamo    | 7        | 1       | 1           | 1          | 0                    | 0                    | 0                    | 0                    | 7        | 1      | 1           | 1          |
| N. Brandi       | 3        | 0       | 1           | 0          | 0                    | 0                    | 0                    | 0                    | 3        | 0      | 1           | 0          |
| D. Camorani     | 0        | 0       | 0           | 0          | 0                    | 0                    | 0                    | 0                    | 0        | 0      | 0           | 0          |
| N. Canalicchio  | 1        | 0       | 0           | 0          | 0                    | 0                    | 0                    | 0                    | 1        | 0      | 0           | 0          |
| F. Citarella    | 1        | 0       | 0           | 0          | 0                    | 0                    | 0                    | 0                    | 1        | 0      | 0           | 0          |
| L. Crecco       | 8        | 0       | 1           | 0          | 0                    | 0                    | 0                    | 0                    | 8        | 0      | 1           | 0          |
| C. Crisci       | 0        | 0       | 0           | 0          | 0                    | 0                    | 0                    | 0                    | 0        | 0      | 0           | 0          |
| S. D'Egidio     | 3        | 0       | 0           | 0          | 0                    | 0                    | 0                    | 0                    | 3        | 0      | 0           | 0          |
| A. Diaby        | 14       | 1       | 3           | 0          | 0                    | 0                    | 0                    | 0                    | 14       | 1      | 3           | 0          |
| V. De Maria     | 9        | 0       | 3           | 0          | 1                    | 0                    | 0                    | 0                    | 10       | 0      | 3           | 0          |
| N. Evangelisti  | 33       | 0       | 9           | 0          | 1                    | 0                    | 0                    | 0                    | 34       | 0      | 9           | 0          |
| A. Ferrara      | 29       | 0       | 11          | 0          | 1                    | 0                    | 0                    | 0                    | 30       | 0      | 11          | 0          |
| T. Fontana      | 1        | 0       | 0           | 0          | 0                    | 0                    | 0                    | 0                    | 1        | 0      | 0           | 0          |
| G. Formiconi    | 26       | 0       | 3           | 0          | 0                    | 0                    | 0                    | 0                    | 26       | 0      | 3           | 0          |
| G. Finocchi     | 0        | 0       | 0           | 0          | 0                    | 0                    | 0                    | 0                    | 0        | 0      | 0           | 0          |
| A. Granata      | 5        | 0       | 1           | 0          | 1                    | 0                    | 0                    | 0                    | 6        | 0      | 1           | 0          |
| M. Guida        | 21       | 4       | 4           | 0          | 1                    | 1                    | 0                    | 0                    | 22       | 5      | 4           | 0          |
| S. Infantino    | 13       | 1       | 2           | 0          | 0                    | 0                    | 0                    | 0                    | 13       | 1      | 2           | 0          |
| V. Labriola     | 31       | 1       | 7           | 1          | 1                    | 0                    | 0                    | 0                    | 32       | 1      | 7           | 1          |
| G. La Monica    | 18       | 1       | 4           | 0          | 1                    | 0                    | 0                    | 0                    | 19       | 1      | 4           | 0          |
| A. Loliva       | 2        | -4      | 1           | 0          | 0                    | 0                    | 0                    | 0                    | 2        | -4     | 1           | 0          |
| G. Maiorino     | 1        | 0       | 0           | 0          | 0                    | 0                    | 0                    | 0                    | 1        | 0      | 0           | 0          |
| M. Manetta      | 26       | 1       | 8           | 0          | 1                    | 0                    | 0                    | 0                    | 27       | 1      | 8           | 0          |
| A. Martorel     | 0        | 0       | 0           | 0          | 0                    | 0                    | 0                    | 0                    | 0        | 0      | 0           | 0          |
| G. Mastromonaco | 34       | 0       | 4           | 1          | 1                    | 0                    | 0                    | 0                    | 35       | 0      | 4           | 1          |
| L. Mazza        | 31       | 0       | 7           | 0          | 1                    | 0                    | 1                    | 0                    | 32       | 0      | 8           | 0          |
| M. Nocciolini   | 9        | 0       | 0           | 0          | 0                    | 0                    | 0                    | 0                    | 9        | 0      | 0           | 0          |
| M. Pacilli      | 0        | 0       | 0           | 0          | 0                    | 0                    | 0                    | 0                    | 0        | 0      | 0           | 0          |
| M. Panattoni    | 2        | 0       | 0           | 0          | 1                    | 0                    | 0                    | 0                    | 3        | 0      | 0           | 0          |
| A. Provenzano   | 16       | 0       | 4           | 0          | 0                    | 0                    | 0                    | 0                    | 16       | 0      | 4           | 0          |
| F. Raičević     | 5        | 0       | 0           | 0          | 1                    | 0                    | 0                    | 0                    | 6        | 0      | 0           | 0          |
| A. Romano       | 29       | 3       | 7           | 1          | 0                    | 0                    | 0                    | 0                    | 29       | 3      | 7           | 1          |
| G. Romano       | 12       | 0       | 1           | 0          | 1                    | 0                    | 0                    | 0                    | 13       | 0      | 1           | 0          |
| S. Rossetti     | 10       | 0       | 2           | 0          | 0                    | 0                    | 0                    | 0                    | 10       | 0      | 2           | 0          |
| A. Russo        | 4        | -10     | 0           | 0          | 1                    | -2                   | 0                    | 0                    | 5        | -12    | 0           | 0          |
| K. Sakoa        | 2        | 0       | 0           | 0          | 0                    | 0                    | 0                    | 0                    | 2        | 0      | 0           | 0          |
| G. Sciacca      | 5        | 0       | 0           | 0          | 0                    | 0                    | 0                    | 0                    | 5        | 0      | 0           | 0          |
| M. Semprini     | 8        | 0       | 0           | 0          | 0                    | 0                    | 0                    | 0                    | 8        | 0      | 0           | 0          |
| F. Siragusa     | 0        | 0       | 0           | 0          | 0                    | 0                    | 0                    | 0                    | 0        | 0      | 0           | 0          |
| C. Tommasini    | 29       | 8       | 5           | 1          | 0                    | 0                    | 0                    | 0                    | 29       | 8      | 5           | 1          |
| G. Vannucchi    | 31       | -21     | 2           | 0          | 0                    | 0                    | 0                    | 0                    | 31       | -21    | 2           | 0          |
| E. Vona         | 7        | 0       | 3           | 0          | 1                    | 0                    | 0                    | 0                    | 8        | 0      | 3           | 0          |